# William Saroyan
William Saroyan (Fresno, 31. kolovoza 1908. – Fresno, 18. svibnja 1981.), američki književnik.

## Životopis
Podrijetlom je Armenac. Obavljao je različite poslove, od radnika do novinara, a u njegovu djelu česti su autobiografski odbljesci. Njegovo djelo karakterizira optimizam, poetski odnos prema životu, simpatija tzv. malog čovjeka. Za njega je svijet "pun dobre prestrašene djece". Dobio je 1940. Pulitzerovu nagradu za dramsko djelo Tvoje najbolje godine, ali ju je odbio. Prema nekim njegovim djelima snimljeni su filmovi.

## Djela
Saroyan je napisao veći broj proznih i dramskih tekstova. Desetak naslova prevedeno je i na hrvatski jezik. Značajniji naslovi su:
- Neustrašivi mladić na letećem trapezu (The Daring Young Man on the Flying Trapeze, 1934.), zbirka kratkih priča
- Pet zrelih krušaka (Five Ripe Pears, 1935.), zbirka priča[2]
- Udahni i izdahni (Inhale and Exhale, 1936.), zbirka kratkih priča
- Mala djeca (Little Children, 1937.)[3]
- Moje je srce u gorama (My Heart’s in the Highlands, 1939.), drama
- Tvoje najbolje godine (The Time of Your Life, 1940.), drama
- Zovem se Aram (My Name is Aram, 1940.), zbirka priča[4]
- Hej, ima li koga... (Hello Out There!, 1941.), drama[5]
- Ljudska komedija (The Human Comedy, 1943.), roman[6]
- Doživljaji Wesleyja Jacksona (The Adventures of Wesley Jackson, 1946.), roman[7]
- Rock Wagram (1951.), roman[8]
- Pokolj nevinih (The Slaughter of the Innocents, 1952.)
- Smiješna stvar (The Laughing Matter, 1953.)
- Mama, volim te (Mama I Love You, 1956.), zbirka priča[9]
- Tata, ti si lud (Papa You're Crazy, 1957.), zbirka priča[10]
- Evo dolazi i odlazi znate već tko (Here Comes, There Goes You Know Who, 1961.)
- Ne umirući (Not Dying, 1963.)
- Dani života i smrti i bijega na Mjesec (Days of Life and Death and Escape to the Moon, 1971.)
- Mjesta gdje sam robijao (Places Where I’ve Done Time, 1975.)

## Vanjske poveznice
Ostali projekti
|  | Zajednički poslužitelj ima još gradiva o temi William Saroyan |
|  | Wikicitati imaju zbirke citata o temi William Saroyan         |

Mrežna mjesta
- The William Saroyan Society, stranice posvećene Williamu Saroyanu (engl.)
- William Saroyan, Glava  Arhivirana inačica izvorne stranice od 9. ožujka 2016. (Wayback Machine), priča iz knjige Tata, ti si lud
- William Saroyan, Leto lepog belca  Arhivirana inačica izvorne stranice od 4. ožujka 2016. (Wayback Machine), priča iz knjige Zovem se Aram (srp.)
- William Saroyan, Pri zalasku sunca  Arhivirana inačica izvorne stranice od 4. ožujka 2016. (Wayback Machine), priča objavljena u Balkanskom književnom glasniku, 18/2008. (srp.)